# 假冠毛草
假冠毛草（学名：Trikeraia pappiformis）为禾本科三角草属下的一个种。